# Samuel Johansson Örn
Samuel Johansson Örn, född 29 augusti 1623 i Stockholm, död 17 maj 1693, var en svensk ämbetsman.

## Biografi
Samuel Johansson Örn föddes 1623 i Stockholm. Han var son till biskopen Johannes Botvidi och Catharina Nilsdotter i Linköpings stift. Örn blev 1638 student vid Uppsala universitet och blev 2 november 1648 kvartermästare vid artilleriet. Han adlades 18 juli 1650 till Örn tillsammans med sin yngre broder Noak Johansson Örn och introducerade samma år som nummer 474, senare ändrats till 493. Örn blev före 1657 tygmästare vid artilleriet i Stockholm. Från 7 augusti 1680 var han tillförordnad överinspektor över faktorierna och från 4 oktober samma år ordinarie överinspektor. Han anställdes som inspektor över nya borrhuset restaurereing i Snavlunda socken. Örn avled 1693 och begravdes i Maria Magdalena kyrka i Stockholm.

### Familj
Örn gifte sig 1651 med Justina Stormhatt. Hon var dotter till kommendanten Lars Eriksson Stormhatt och Maria Fiedler. De fick tillsammans barnen Johan Örn, Carl Örn och Catharina Maria Örn som var gift med regementskvartermästaren Peter Helsing Rittercrantz.